# Бєляков Костянтин Іванович
Костянтин Іванович Бєляков (нар. 31 травня 1957, м. Київ) — український вчений-правознавець. доктор юридичних наук, професор, завідувач наукового відділу теорії, історії та філософії інформаційного права Науково-дослідного інституту інформатики і права Національної Академії правових наук України.

## Освіта
У 1984 році закінчив Київський політехнічний інститут (тепер — НТУУ «КПІ ім. Ігоря Сікорського»), у 1990 році – Київську вищу школу МВС СРСР ім. Ф. Е. Дзержинського (тепер — НАВС).

## Основні етапи науково-педагогічної діяльності
У 1993 захистив кандидатську дисертацію на тему: «Удосконалення інформаційного забезпечення розслідування злочинів на базі АІЛС (автоматизованих інформаційно-логічних систем)» (спеціальність 12.00.09 — Кримінальний процес та криміналістика; судова експертиза; оперативно-розшукова діяльність). У 2005 році отримав вчене звання старшого наукового співробітника (спеціальність 12.00.07). У 2010 році — докторська дисертація на тему: «Організаційне, правове та наукове забезпечення інформатизації України: теорія і практика» (спеціальність 12.00.07 — адміністративне право і процес; фінансове право; інформаційне право). Вчене звання професор отримано у 2013 році.

## Трудова та службова діяльність
З 1976 — учень монтажника радіообладнання та приладів на заводі «КИЇВ-прилад». 1976—1979 р. р. — служба в армії. 1979 р. — радіомонтажник ОП Інституту технічної теплофізики АН СРСР. 
1982—1983 р. р. — інженер-конструктор Київської філії науково-дослідного технологічного інституту оптичного приладобудування при заводі «Арсенал». 
1983—2011 р. р. служба в ОВС України на посадах: оперуповноважений Ленінського РУВС Києва, начальник кабінету кафедри ОРД КВШ МВС СРСР ім. Ф. Е. Дзержинського (нині — Національна академія внутрішніх справ), ад'юнкт тієї ж кафедри, начальник відділу інформації та аналізу освітньої діяльності Республіканського навчально-методичного центру МВС України, начальник відділу інформаційно-технічного забезпечення Міжвідомчого НДЦ з проблем боротьби з організованою злочинністю Координаційного комітету по боротьбі з корупцією та організованою злочинністю при Президентові України (МНДЦ), докторант НАВС, професор кафедри теорії та практики управління ОВС Інституту управління НАВС, провідний науковий співробітник Центру координації і організації наукових досліджень при НАВС, старший науковий співробітник МНДЦ з проблем боротьби з організованою злочинністю при РНБО України, начальник наукового відділу проблем боротьби з економічною злочинністю, заступник начальника, старший науковий співробітник науково-дослідної лабораторії криміналістичної техніки та спеціальних розробок Державного НДІ МВС України (ДНДІ МВС України). 
З 2011 р. — пенсіонер МВС, Ветеран ОВС України, полковник міліції у відставці. 
З 2011 р. — по теперішній час — завід. наук. відділу НДІІП НАПрН України.

## Напрями наукової діяльності
Головні напрямами наукових інтересів — інформаційно-правові дослідження: проблеми формування і розвитку інформаційного права та правової інформатики, інформаційної діяльності, інформаційної безпеки. Є фундатором наукового напряму «Соціогуманітарна інформологія».
Автор (співавтор) понад 200 наук. праць, серед яких: підручник академічного курсу «Адміністративне право України» (2009), науковий твір «Концепція кодифікації інформаційного законодавства України» (2012), одноосібні монографії — «Управление и право в период информатизации» (2001), «Інформація в праві: теорія і практика» (2006), «Інформатизація в Україні: проблеми організаційного, правового та наукового забезпечення» (2008), колективні монографії — «Інформаційна культура: правовий вимір» (2018), «Юридична відповідальність за правопорушення в інформаційній сфері та основи інформаційної деліктології» (2019), «Terrorism: historical, social, cultural and psychological prerequisites of global forecasting» (2020), «Права приватної особи в умовах пандемії COVID-19: проблеми здійснення і захисту» (2020), «Деліктологія» (2020), «Енциклопедія соціогуманітарної інформології (Том 1)» (2020).
Підготував чотирьох докторів та п'ять кандидатів юридичних наук.
Є членом координаційного бюро з інформаційного права та інформаційної безпеки відділення держ.-правових наук і міжнародного права НАПрН України. Гол. спец. вченої ради по захисту дисертацій НДІІП НАПрН України (2012-2020). Член редакційної колегії наукового періодичного фахового видання "Інформація і право"» (НДІІП НАПрН України).

## Нагороди і звання
Нагороджений 25-ма медалями та відзнаками МВС України, почесним знаком Міністерства освіти та науки «За наукові досягнення» (2010 р.). Лауреат Премії імені Ярослава Мудрого (2013 р.). Заслужений діяч науки і техніки України (2017 р.).